# セント・パンクラス駅

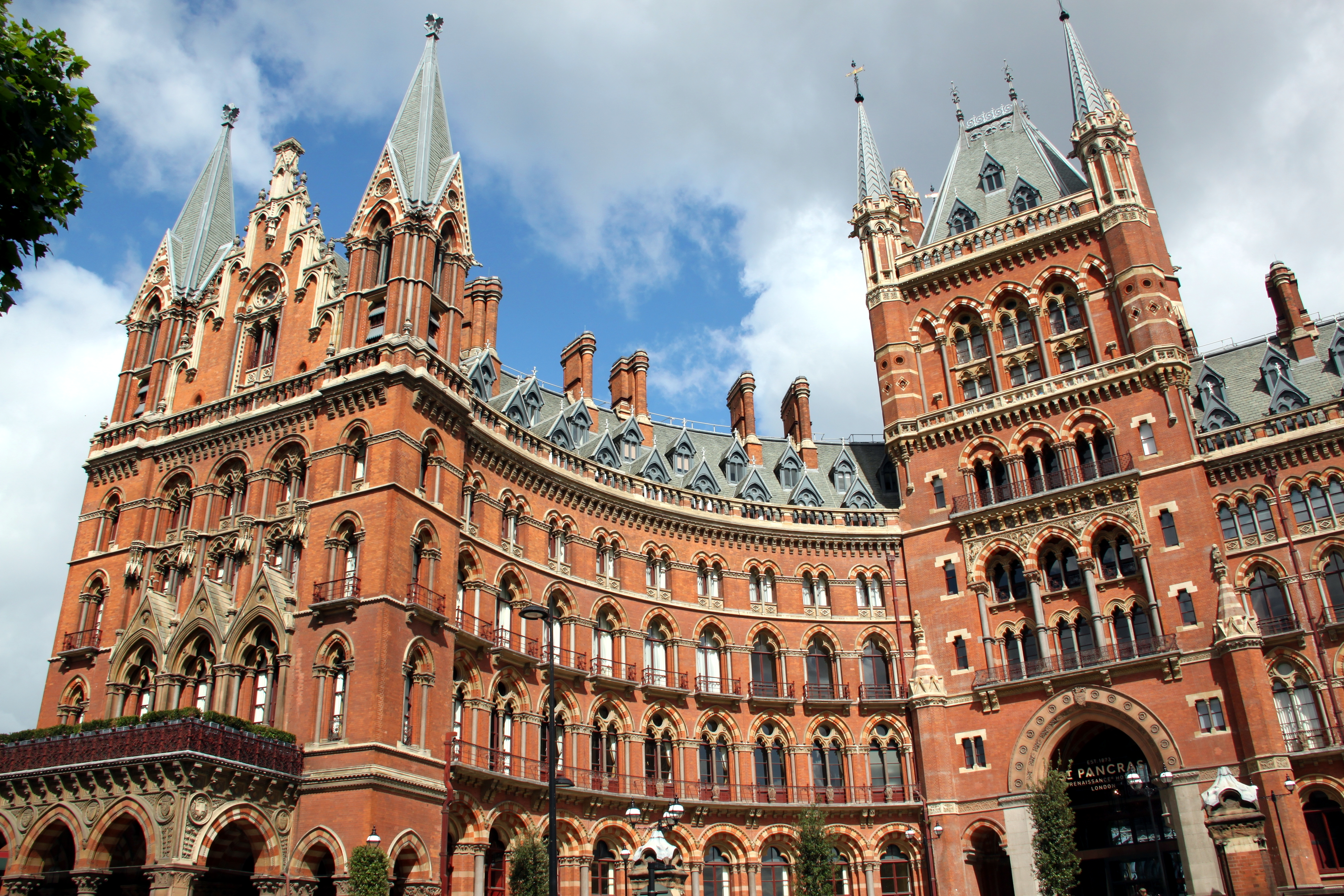
ステイションホテル　入口

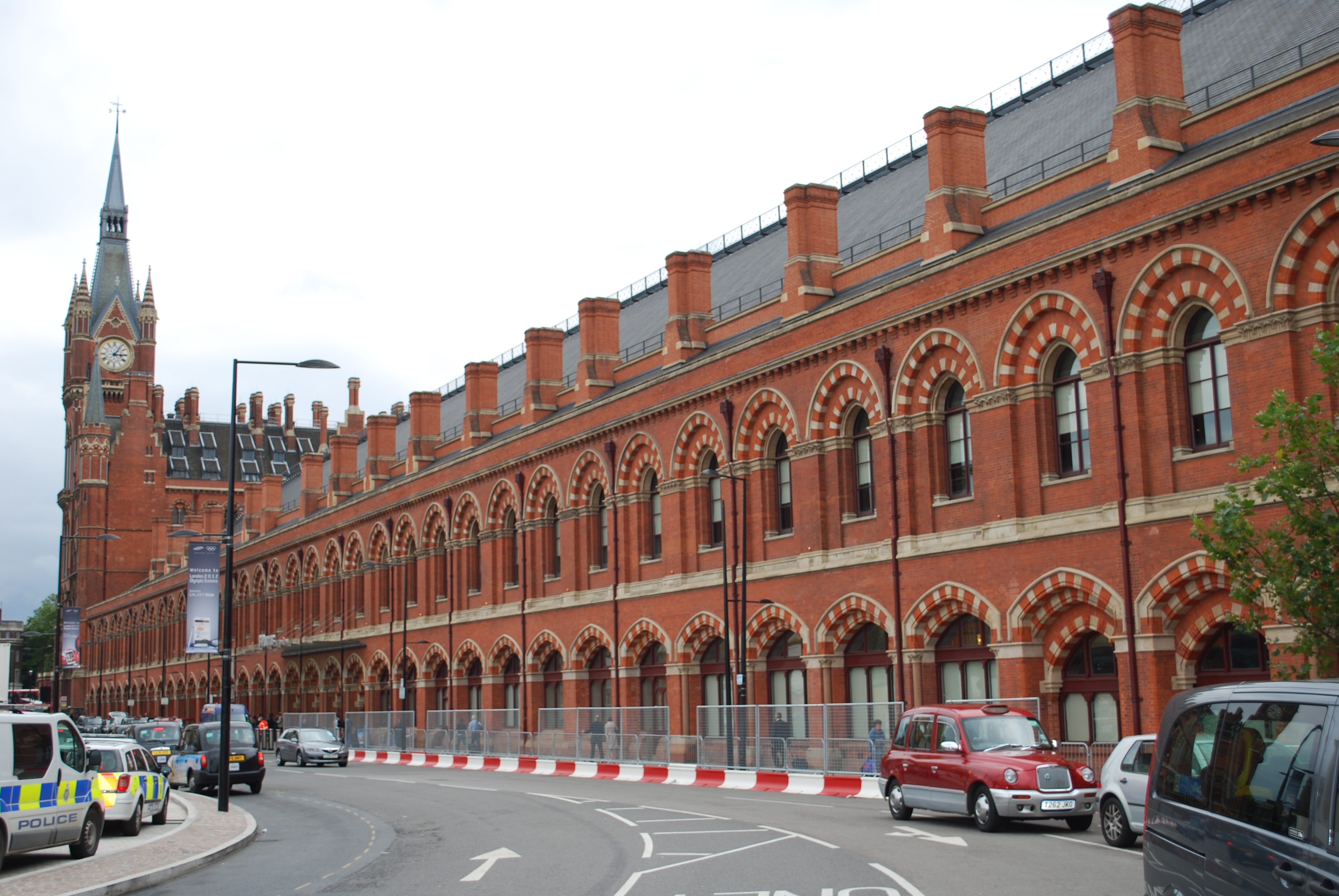
駅舎　側面

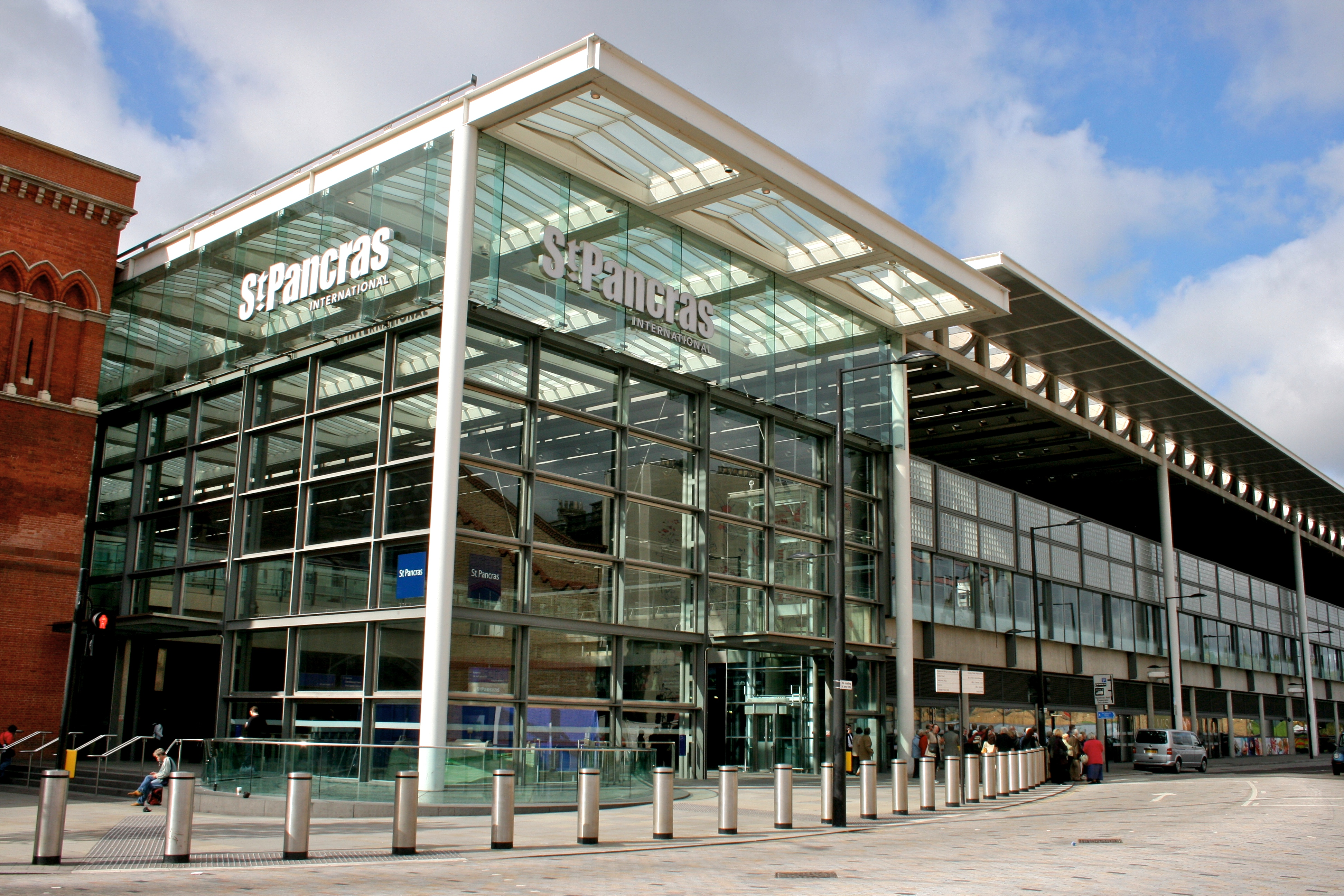
東口と北側増築部分

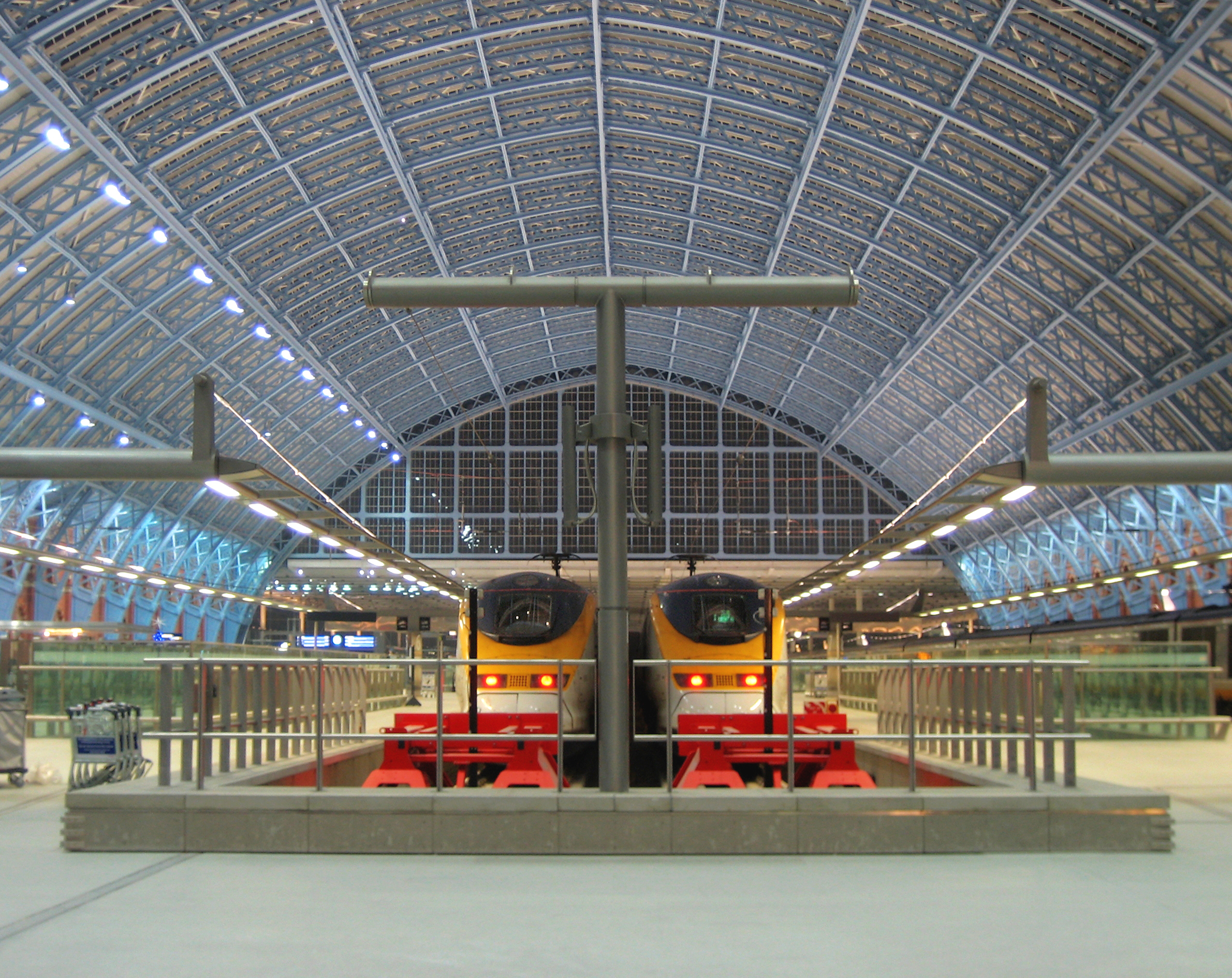
停車中のユーロスター

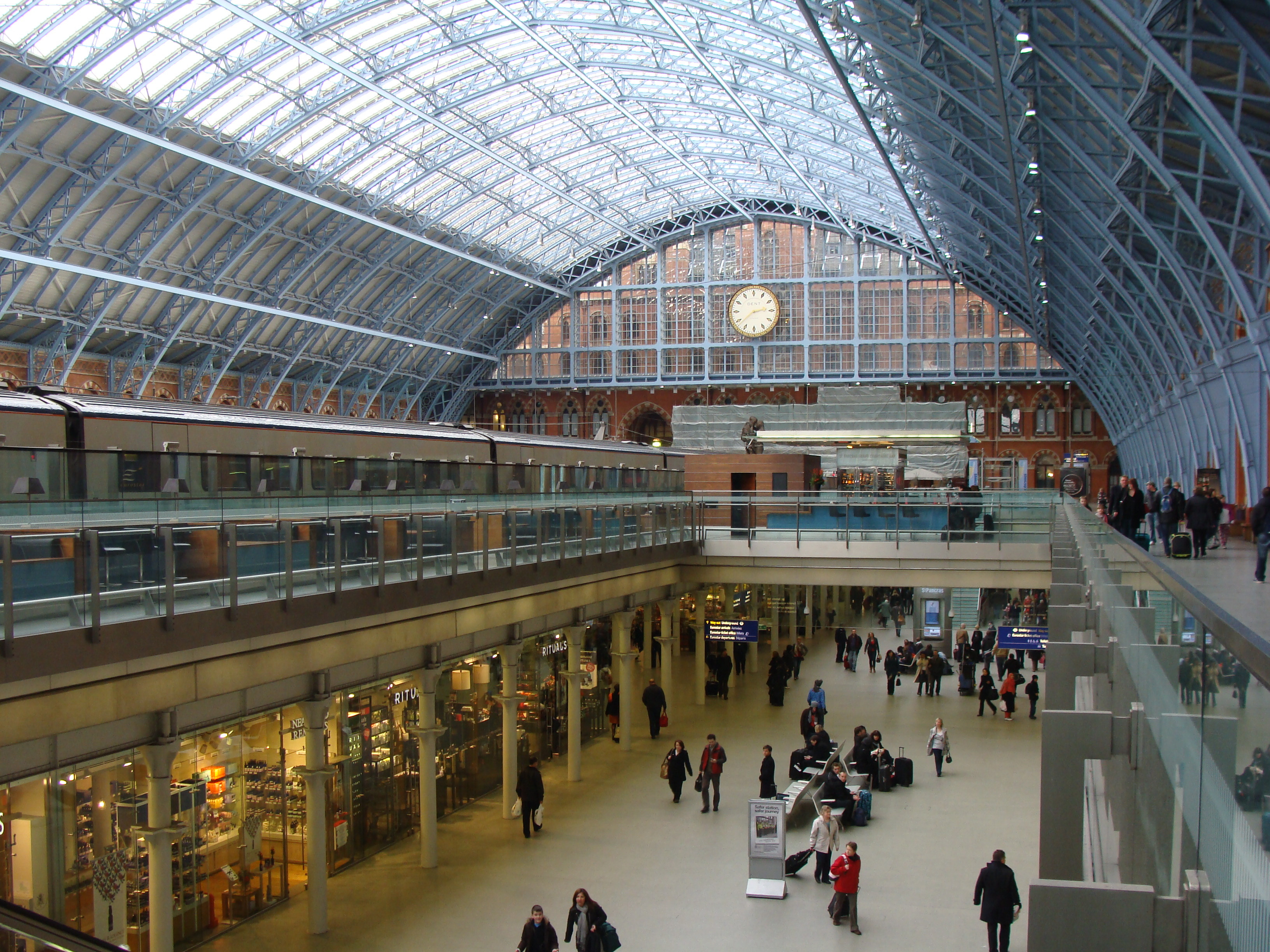
駅構内のショッピング・コンコース

セント・パンクラス駅（セント・パンクラスえき、英語:St Pancras station）は、イギリス、ロンドンの主要ターミナル駅のひとつ。ロンドンからレスター、シェフィールド、リーズなどのイングランド中東部へ向かうミッドランド本線のターミナル駅であるとともに、2007年からは英仏海峡トンネルへとつながる高速鉄道路線であるハイ・スピード1 (HS1) も乗り入れている。ナショナル・レールの列車としてミッドランド本線、HS1、そしてテムズリンクの国内列車が発着するほか、パリやブリュッセルへ向かう国際列車ユーロスターも当駅を起終点としている。なお、国際列車の発着があるため正式名称には「International」が付加される。

## 概要
1868年にミッドランド鉄道のターミナル駅として開業した。駅舎はジョージ・ギルバート・スコット卿の設計によるもので宮殿のようなヴィクトリア朝ネオ・ゴシック建築は、セントパンクラス・チャンバーズと呼ばれている。左翼に時計塔を配置した左右非対称の構成が特徴となっている。プラットフォームの全長210メートルの大屋根（トレイン・シェッド）はウィリアム・バーローによる設計である。このシェッドは近年ユーロスターの乗り入れに合わせて北側に拡張された。
地上には西側からミッドランド本線用の1-4番線、ユーロスター用の5-10番線、HS1国内列車用の11-13番線が、地下にはテムズリンク用のA線とB線の全部で15線ある頭端式の駅である。近くには、キングス・クロス駅、および地下鉄キングス・クロス・セント・パンクラス駅があり、これら三駅間の徒歩移動に便利なようにコンコースが設置されている。
IATA空港コード「QQS」が割り振られている。

### ユーロスター
ユーロスターは、開業以来ロンドン側のターミナルをウォータールー駅としていたが、途中区間で在来線を走行するために、イギリス国内で速度が上げられないことが課題となっていた。そこで、専用の高速新線(CTRL)を建設し、ロンドン側を当駅に接続することが決定された。この工事の2期区間が完成したため、2007年11月14日より当駅がユーロスターのロンドン側ターミナルに変更され発着するようになっている。

### プラットホーム
| プラットホーム | 運行会社                                             | Use                                                                                       |
| -------------- | ---------------------------------------------------- | ----------------------------------------------------------------------------------------- |
| 1-4            | イースト・ミッドランズ・レールウェイ                 | ノッティンガム、レスター、ダービー、シェフィールド、バーンズリー、リーズ他行き 長距離列車 |
| 5-10           | ユーロスター                                         | パリ、ブリュッセル行き 国際列車                                                           |
| 11-13          | サウスイースタン                                     | ケント沿岸部方面 国内高速列車                                                             |
| A-B            | テムズリンク（ゴヴィア・テムズリンク・レールウェイ） | ベッドフォード、ピーターバラ、ケンブリッジ他 - ブライトン他 テムズリンク                  |

## その他
- ユーロスターがウォータールー駅に代わって当駅発着となる前後の時期には、ナポレオンが群集に向かって「OUBLIEZ WATERLOO（ワーテルロー（英：ウォータールー）は忘れろ！）」と宣言する姿を描いた広告が、ユーロスター運行会社によってパリを中心に新聞や駅などに掲載された。これは、ウォータールー駅の駅名のもととなったウォータールー橋が、ウェリントン公率いるイギリス軍がナポレオン率いるフランス軍を撃破したワーテルローの戦いから命名されたものであることにちなんでいる。
- 2008年11月13日には下着姿の116人が本駅に集まり、「パンツ姿で公共の場所に集まった人数」のギネス記録を更新した。

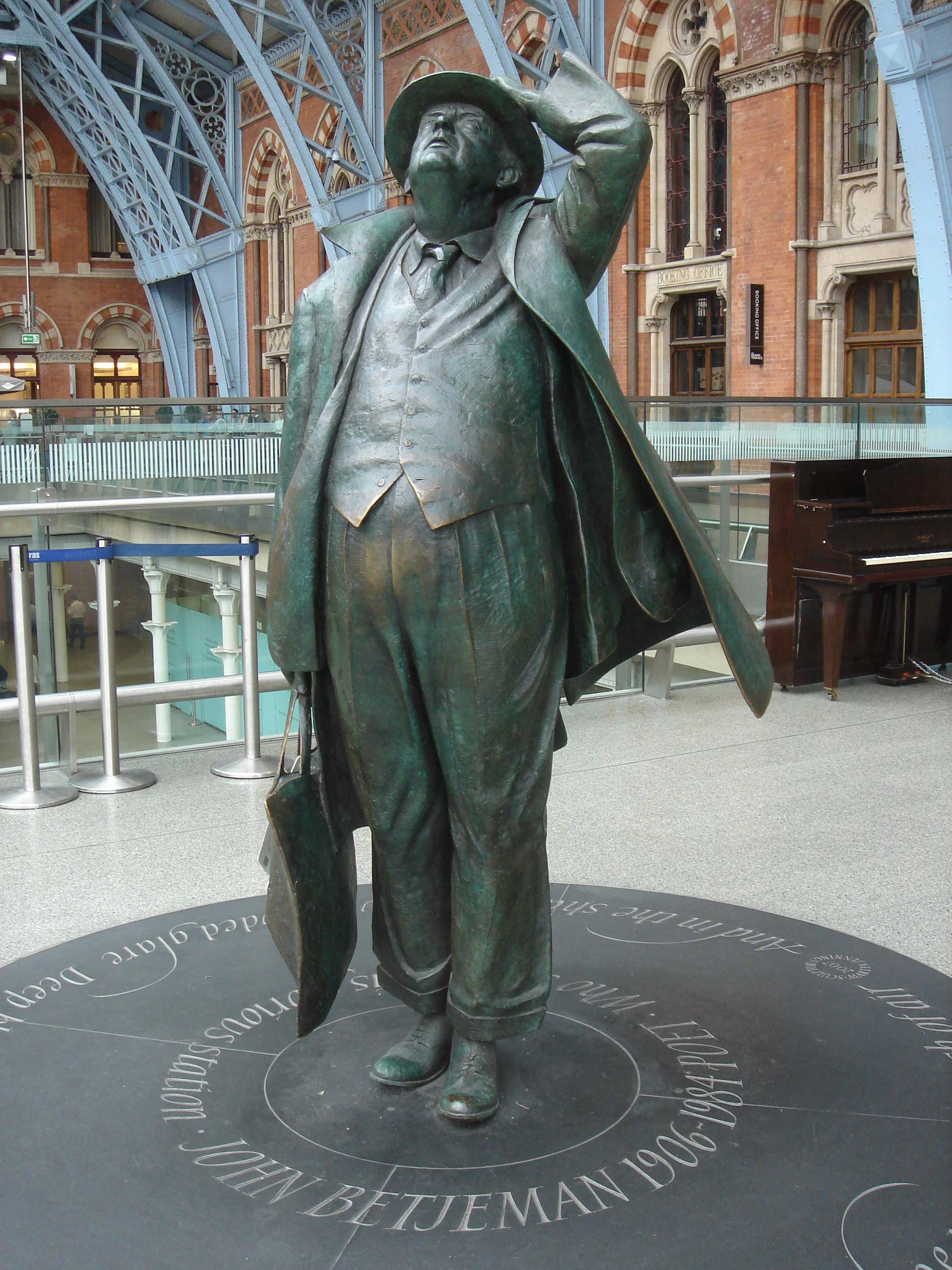
ベチェマンの銅像

- 1960年代には壮大な駅舎を古臭いとして取り壊す計画が立てられたことがあったが、詩人ジョン・ベチェマン（のちの桂冠詩人）を中心として保存運動が盛り上がり、駅舎は守られた。現在これを記念して、コンコース上階に上を見上げるべチェマンの銅像が据えられている。

## 隣の駅
ナショナル・レール
■イースト・ミッドランズ・レールウェイ
ミッドランド本線
セント・パンクラス駅 - レスター駅
セント・パンクラス駅 - ルートン・エアポート・パークウェイ駅
セント・パンクラス駅 - ルートン駅
セント・パンクラス駅 - マーケット・ハーボロ駅
■テムズリンク（ゴヴィア・テムズリンク・レールウェイ）
テムズリンク
ファリンドン駅 - セント・パンクラス駅 - ケンティッシュ・タウン駅
ファリンドン駅 - セント・パンクラス駅 - セント・オーバンス・シティー駅
ファリンドン駅 - セント・パンクラス駅 - ウエスト・ハムステッド・テムズリンク駅
ファリンドン駅 - セント・パンクラス駅 - フィンズベリー・パーク駅
■サウスイースタン
ハイ・スピード1
セント・パンクラス駅 - ストラトフォード国際駅
国際列車
■ユーロスター
ハイ・スピード1
セント・パンクラス駅 - カレー・フレタン駅
セント・パンクラス駅 - リール・ユーロップ駅
セント・パンクラス駅 - パリ北駅
セント・パンクラス駅 - ブリュッセル南駅

## キングズ・クロス・セント・パンクラス駅
キングズ・クロス・セント・パンクラス駅はカムデンに位置するキングズ・クロス駅とセント・パンクラス駅にサービスをしているロンドン地下鉄の駅である。トラベルカード・ゾーンは1に属している。
ロンドン交通局
ロンドン地下鉄
■サークル線
ユーストン・スクエア駅 - セント・パンクラス駅 - ファリンドン駅
■ハマースミス&シティー線
ユーストン・スクエア駅 - セント・パンクラス駅 - ファリンドン駅
■メトロポリタン線
ユーストン・スクエア駅 - セント・パンクラス駅 - ファリンドン駅
■ノーザン線
ユーストン駅 - セント・パンクラス駅 - エンジェル駅
■ピカデリー線
ラッセル・スクウェア駅 - セント・パンクラス駅 - カレドニアン・ロード駅
■ヴィクトリア線
ユーストン駅 - セント・パンクラス駅 - ハイベリー・アンド・イズリントン駅